# Polotröja

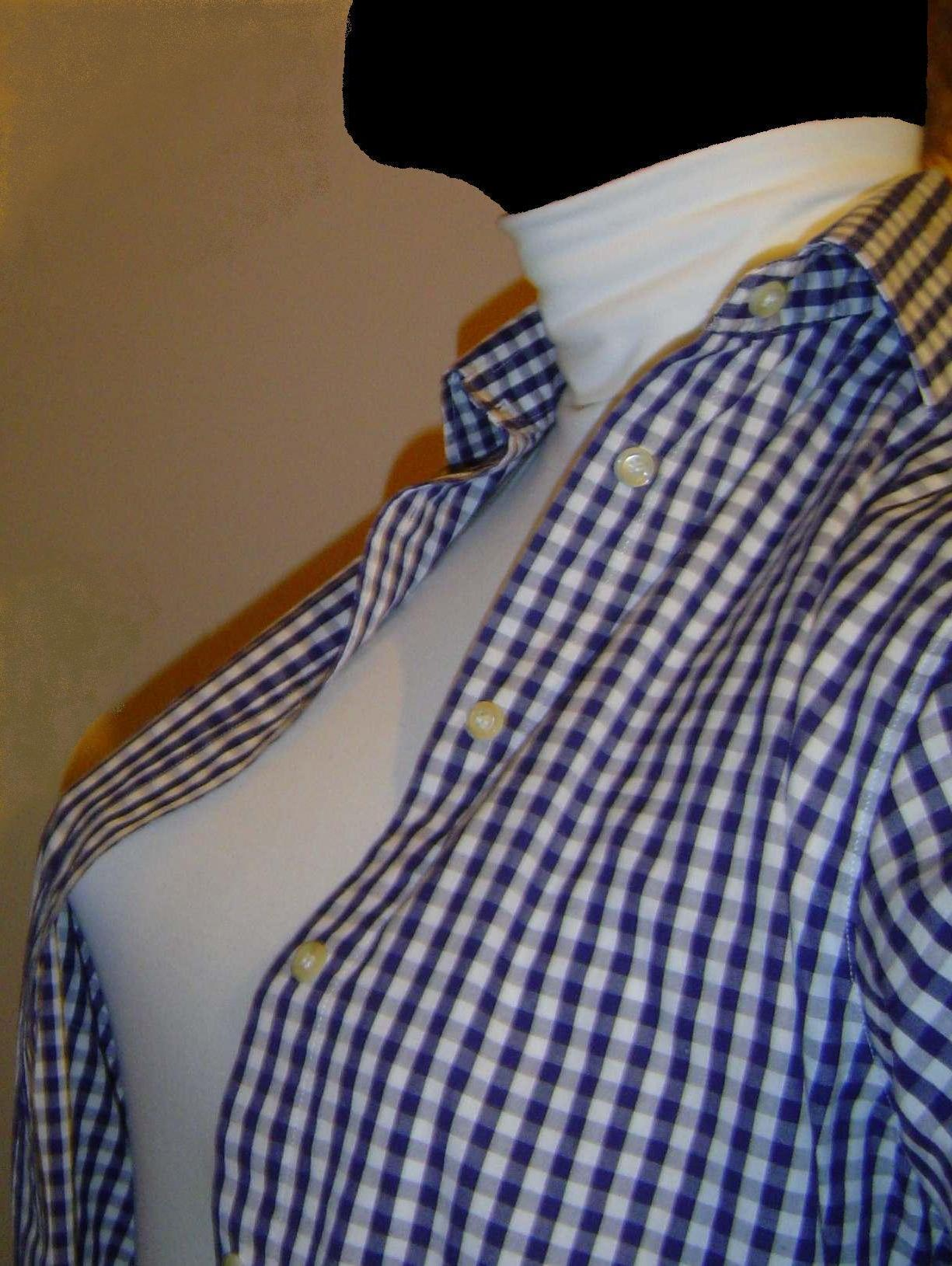
Vit polotröja under en blåvitrutig skjorta.

Polotröja är en tröja i trikå, med hög, rund tight nedvikbar halskrage. 
En enklare variant av tröja med hög halskrage som inte är nedvikbar benämns halvpolo, skorstenskrage eller turtleneck. Båda typerna har stående krage som är fastsydd längs tröjans halslinje. Halvpolon sitter åtsittande mot huden på halsen och kan även ha en dragkedja.   

## Historia

### 1890-1950
Polotröjan uppträdde först under 1890-talet som en artikel för sportiga aktiviteter. Ursprunget var en tjock ulltröja som gjordes bekvämare och lättare att bära för folk som såg den gamla ulltröjan för obekväm att bära direkt mot huden. Sjömän och vanliga arbetare började använda polotröja i början av 1900-talet. Tröjan blev då lättare, tunnare och mer varierad med avseende på färger och modeller. Dessa lättare polotröjor förblev populära både hos manliga och kvinnliga utövare av fotboll, ishockey och golf fram på 1920-talet. Under 1920-talet blev polotröjan lite av en "antislipströja", dvs. en snygg tröja för folk som ville vara formella utan att bära slips. Senator Ted Kennedy tillhör denna grupp av bärare. Polotröjan var fortfarande vanlig hos fotbollsmålvakter fram på 1950-talet i Storbritannien. Det finns dock inget bevis för att polotröjor användes av hästpoloutövare, vilket en del anser förklarar namnet. Utan det är snarare så att britternas "polotröja" är den tröja som svensken kallar piké (efter materialet på tröjan), vilken används av hästpolospelare.

### 1950-
Efter andra världskriget blev polotröja för kvinnor mer accepterat även utanför sportsfären och vanligt speciellt bland yngre kvinnor och tonåringar. Detta gällde speciellt de tunna och figurnära polotröjorna som ansågs framhäva den kvinnliga silhuetten. Det dröjde inte länge förrän detta uppmärksammades av Hollywood och "The Sweater Girl" var född. Under 1950-talet blev åtsittande polotröja vanlig hos kvinnliga studenter, vilket fick stor betydelse för hur polotröjan uppfattades i USA. 
I Frankrike däremot uppfattades den svarta polotröjan däremot som en signal om att bäraren var konstnär, kulturarbetare eller bohem. På 1960- och 1970-talet blev den vita polotröjan symbol för feminister [källa behövs], då polotröjan betraktades som ett unisexplagg och polotröjan blev vanligare och vanligare i garderoben hos båda könen vid denna tid.
Under 1980-talet introducerade österrikiska Mäser en polotröja med blixtlås mitt fram som omväxlande kallades skidpolo eller dragkedjepolo. Denna blev mycket vanlig hos framför allt alpina skidåkare.
På senare år har polotröja för män tappat lite i popularitet p.g.a. modets växlingar men är fortfarande mycket populär i kollektion för kvinnor. Under 2000-talet används polotröja ofta av yngre kvinnor. Den finns i många olika färger och kan vara tunt ribbstickad, slätstickad eller kraftigt grovstickad. Runt 2010 var tunna, åtsittande polotröjor i polyamid/lycra eller viskos/lycra populära bland kvinnor. 

## Galleri

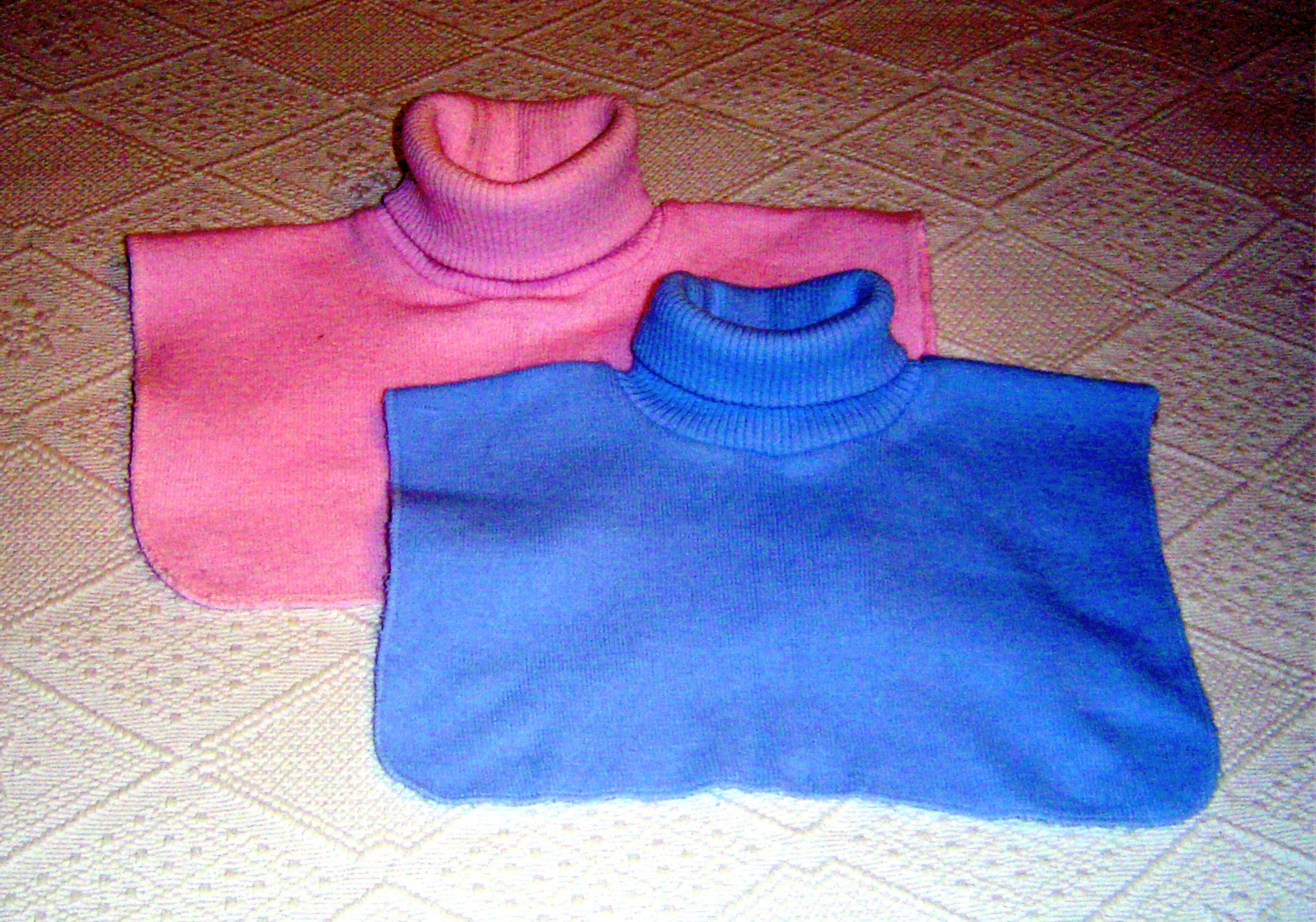
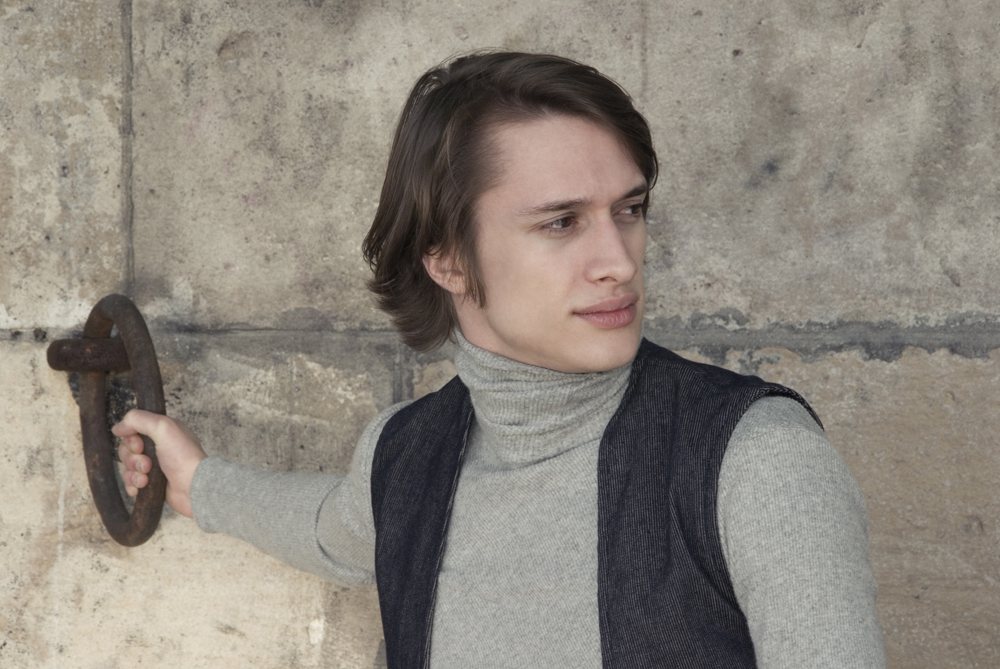
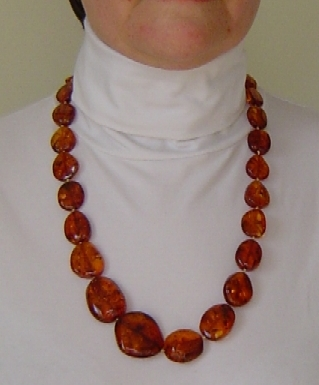
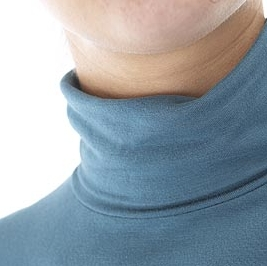
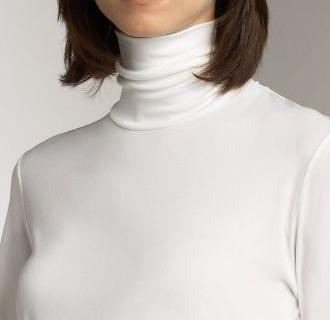
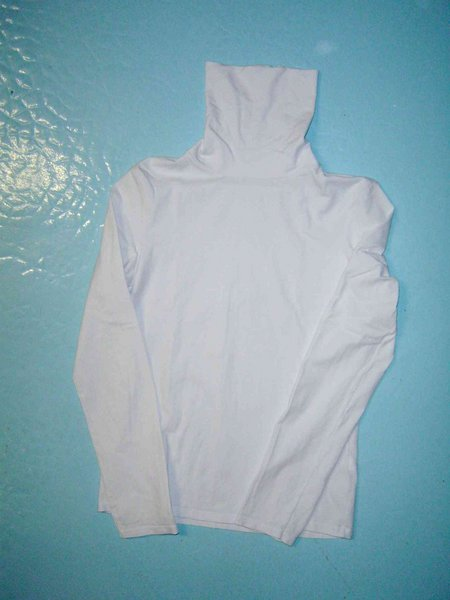
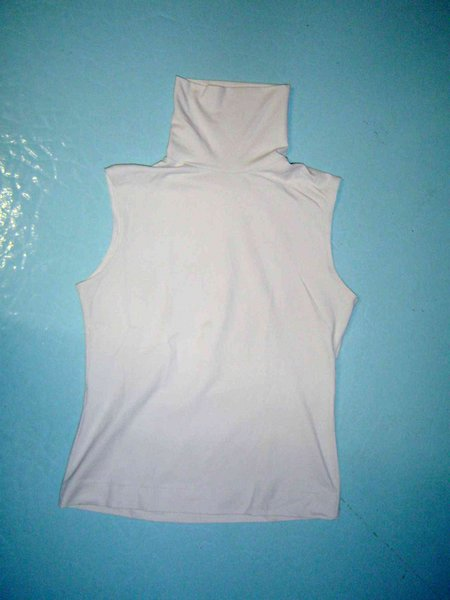
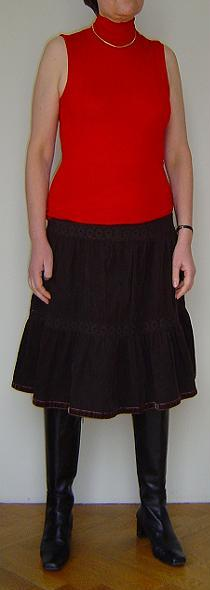
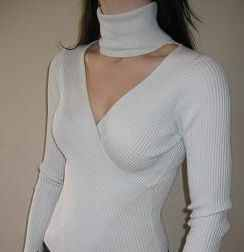
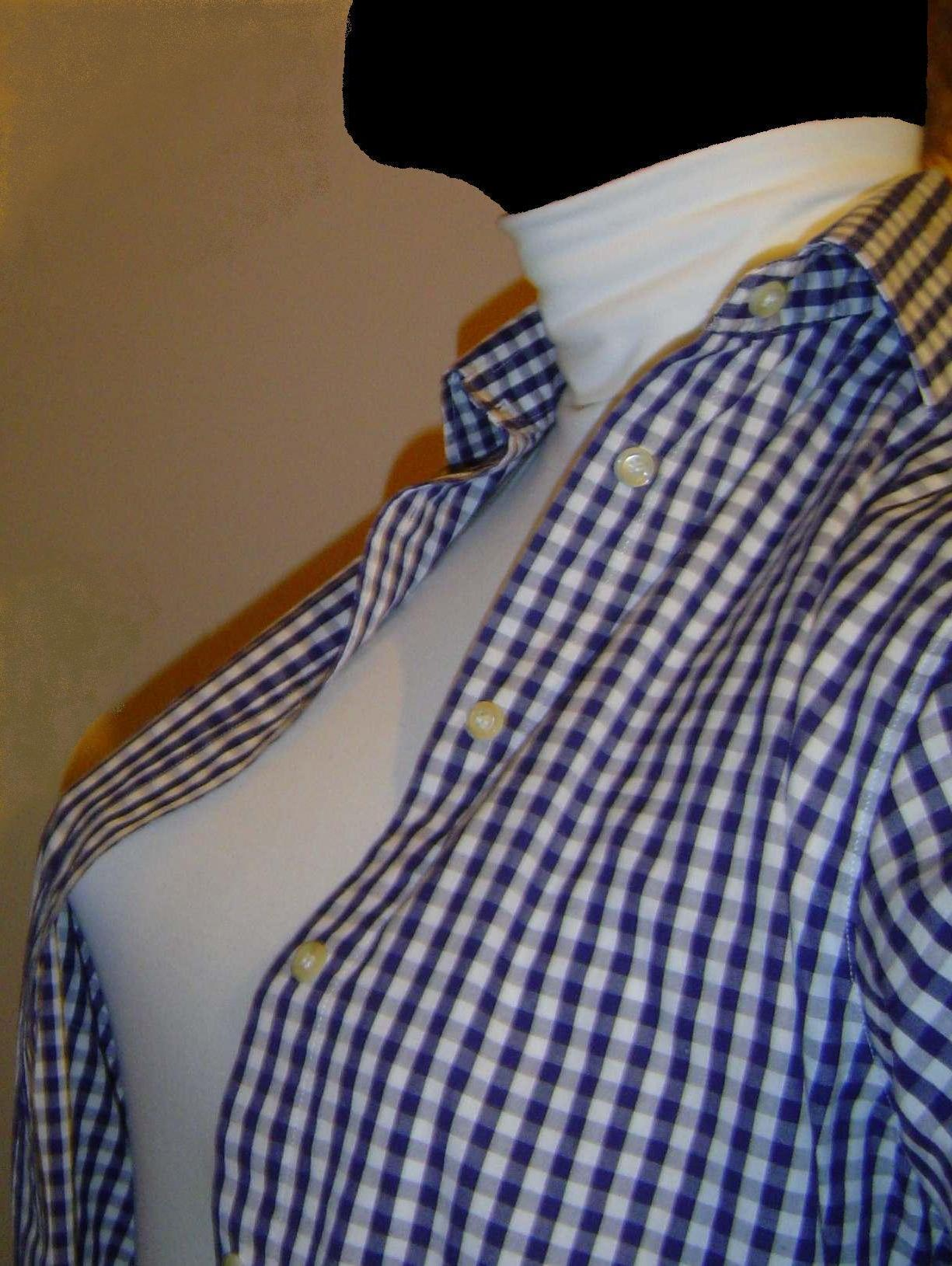